# Isola di Sant'Antioco
Isola di Sant'Antioco er en ø sydvest for Sardinien. Øen har et areal på 108,9 km² og er dermed Italiens fjerdestørste ø, efter Sicilien, Sardinien og Elba. Øen har to byer, Sant'Antioco på østkysten med ca. 11.700 indbyggere og Calasetta på nordkysten med ca. 2.700 indbyggere. De to byer udgør to selvstændige kommuner. Øens højeste punkt er Monte Perdas de Fogu, 273 m.o.h.
Øen er landfast med Sardinien med en dæmning, der muligvis allerede blev bygget under kartagenienserne. Der er herudover også rester af en bro fra romertiden. På øen findes flere velbevarede nuragher, bl.a. Nuragh Feminedda midt på øen og Nuragh s'Ega Marteddu i nærheden af badestranden Maladroxia. Øens navn stammer fra helgenen Sant'Antioco, hvis grav man kan se i krypten under sognekirken i byen Sant'Antioco. Her findes katakomber med spændende malerier på væggene.
Byen Sant'Antioco var oprindeligt en kartageniensisk koloni, som i 258 f.v.t. blev erobret af romerne. Fra kartageniensisk tid stammer den såkaldte tophet; et offersted, hvor børn blev ofret til gudinden Thanit. Tophet'en har været anvendt fra 8. århundrede f.v.t. Fra romersk tid er bl.a. bevaret et mausolæum og en fontæne. På det højeste punkt i byen ligger en fæstning fra begyndelsen af det 18. århundrede.
Byen Calasetta er af nyere oprindelse, nemlig fra 1769, idet den i lighed med byen Carloforte på naboøen Isola di San Pietro blev grundlagt af familier, der oprindeligt kom fra Ligurien, men i et par århundreder havde boet på Tabarqa ved den tunesiske kyst, hvorfra de nu flygtede fra overfald fra pirater.
Øen er en klippeø og er kun sparsomt opdyrket. Fæstningstårne fra aragonsk tid ses ved Calasetta og ved Porta Cannai i øens sydlige ende. Øen har et rigt fugleliv. Der er i mindre omfang turisme på øen, og der er gode sandstrande ved Calasetta, ved Maladroxia på østkysten syd for byen Sant'Antioco og ved Cala Sapone på vestkysten.
39°02′00″N 8°25′00″Ø / 39.03333°N 8.41667°Ø